# Piotr Kaczorowski (malarz)

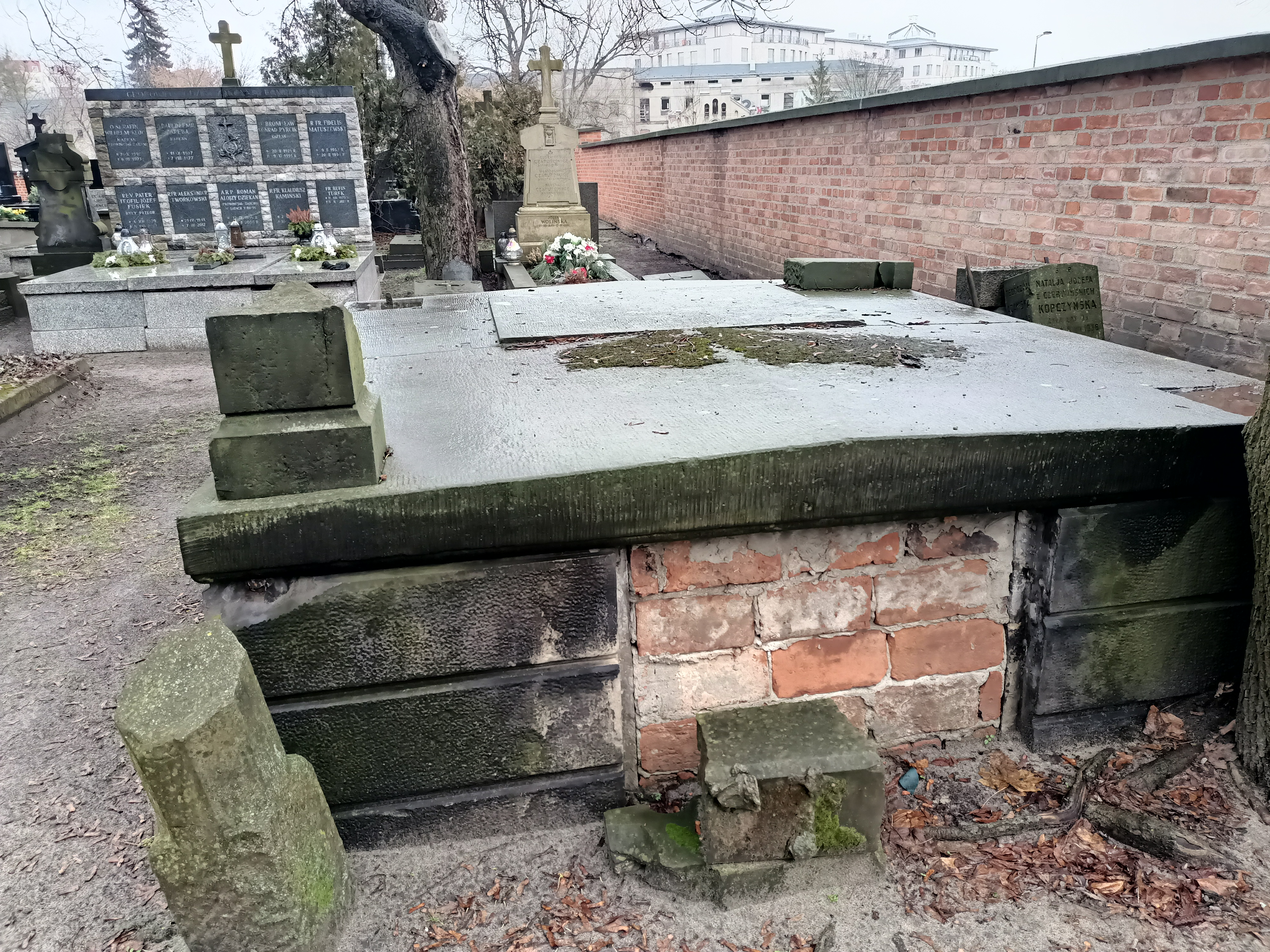
Grób Piotra Kaczorowskiego na Cmentarzu Powązkowskim

Piotr Kaczorowski (ur. 24 czerwca 1826 w Iwaniskach, zm. 7 listopada 1891 w Warszawie) – polski artysta malarz i restaurator obrazów.

## Życiorys
Urodził się 24 czerwca 1826 w Iwaniskach w powiecie opatowskim w rodzinie Kazimierza i Józefy z d. Szymańskiej.
Dzięki wsparciu finansowemu Tomasza Łubieńskiego odbył w Warszawie studia w latach 1845–50 w Szkole Sztuk Pięknych. Nauczycielami jego byli R. Hadziewicz, J.F.Piwarski i M. Zaleski. Malował lewą ręką, ponieważ od dzieciństwa miał sparaliżowaną prawą część ciała.
W 1858 osiadł na stałe w Warszawie. Malował obrazy rodzajowe, o tematyce religijnej oraz portrety. Wystawiał swoje prace w warszawskiej Zachęcie oraz w Krakowie w Towarzystwie Przyjaciół Sztuk Pięknych. W 1872 otrzymał jedną z nagród konkursowych Towarzystwa Zachęty Sztuk Pięknych za obraz Miłosierdzie.
Jako konserwator wsławił się uratowaniem i odnowieniem obrazu J. Simmlera Śmierć Barbary Radziwiłłówny.
Żonaty z Barbarą Falińską, miał dwoje dzieci Kazimierza Józefa i Barbarę Marię Krystynę. Zmarł 1 listopada 1891 w Warszawie i pochowany został na cmentarzu powązkowskim.